# Добре дошли в Турция
„Добре дошли в Турция“ е български документален филм на режисьора Стилиян Иванов, реализиран със съдействието на Турското министерство на културата и туризма. В 54 минути се разкрият следите на най-древната човешка цивилизация от Гьобекли тепе и мистиката на дервишите, чудотворните мощи на св. Никола и къщата на Дева Мария, причудливите пясъци на Кападокия видяни от високо с полет на балон, подводни съкровища показани през илюминатора на корабно дъно, бутикови хотели и приказни плажове ...
Филмът представя и огромната колония на розово фламинго край Измир, белокаменното Памуккале, дървеният кон на Троя, гробницата на митичния цар Мидас, оригиналните рецепти на шербета и дондурмата ...
Филмът е издаден на DVD и се разпространява в България и Турция